# Metaphidippus
Metaphidippus F. O. P.-Cambridge, 1901 è un genere di ragni appartenente alla famiglia Salticidae.

## Etimologia
Il nome del genere è composto dal greco μετὰ-, metà-, che significa dopo, oltre e dal genere Phidippus, uno dei più vasti della famiglia Salticidae.

## Distribuzione
Le 46 specie oggi note di questo genere sono diffuse nelle Americhe; la concentrazione maggiore di specie endemiche, in rapporto all'estensione territoriale, si ha a Panama con ben 7 specie.

## Tassonomia
Rimosso dalla sinonimia con il genere Dendryphantes C. L. Koch, 1837 da uno studio dell'aracnologo Kaston del 1973.
A maggio 2010, si compone di 46 specie:
1. Metaphidippus albopilosus (Peckham & Peckham, 1901) — Brasile, Paraguay, Argentina
2. Metaphidippus annectans (Chamberlin, 1929) — USA
3. Metaphidippus apicalis F. O. P.-Cambridge, 1901 — Messico
4. Metaphidippus bicavatus F. O. P.-Cambridge, 1901 — Panama
5. Metaphidippus bisignatus Mello-Leitão, 1945 — Argentina
6. Metaphidippus bispinosus F. O. P.-Cambridge, 1901 — America centrale
7. Metaphidippus carmenensis (Chamberlin, 1924) — USA, Messico
8. Metaphidippus chalcedon (C. L. Koch, 1846) — Brasile
9. Metaphidippus chera (Chamberlin, 1924) — USA, Messico
10. Metaphidippus coccinelloides Mello-Leitão, 1947 — Brasile
11. Metaphidippus comptus (Banks, 1909) — Costa Rica
12. Metaphidippus crassidens (Kraus, 1955) — El Salvador
13. Metaphidippus cupreus F. O. P.-Cambridge, 1901 — Panama
14. Metaphidippus cuprinus (Taczanowski, 1878) — Perù
15. Metaphidippus diplacis (Chamberlin, 1924) — USA, Messico
16. Metaphidippus dubitabilis (Peckham & Peckham, 1896) — Messico
17. Metaphidippus emmiltus Maddison, 1996 — USA
18. Metaphidippus facetus Chickering, 1946 — Panama
19. Metaphidippus fastosus Chickering, 1946 — Panama
20. Metaphidippus felix (Peckham & Peckham, 1901) — Messico, Hawaii
21. Metaphidippus fimbriatus (F. O. P.-Cambridge, 1901) — Guatemala
22. Metaphidippus fortunatus (Peckham & Peckham, 1901) — Brasile
23. Metaphidippus globosus F. O. P.-Cambridge, 1901 — Costa Rica
24. Metaphidippus gratus Bryant, 1948 — Messico
25. Metaphidippus inflatus F. O. P.-Cambridge, 1901 — Guatemala
26. Metaphidippus iridescens F. O. P.-Cambridge, 1901 — El Salvador, Panama
27. Metaphidippus iviei (Roewer, 1951) — USA
28. Metaphidippus laetabilis (Peckham & Peckham, 1896) — Panama
29. Metaphidippus laetificus Chickering, 1946 — Panama
30. Metaphidippus lanceolatus F. O. P.-Cambridge, 1901 — dal Messico alla Costa Rica
31. Metaphidippus longipalpus F. O. P.-Cambridge, 1901 — USA, Panama
32. Metaphidippus mandibulatus F. O. P.-Cambridge, 1901[2] — Costa Rica
33. Metaphidippus manni (Peckham & Peckham, 1901) — America settentrionale
34. Metaphidippus nigropictus F. O. P.-Cambridge, 1901 — Messico
35. Metaphidippus nitidus (Peckham & Peckham, 1896) — Guatemala
36. Metaphidippus odiosus (Peckham & Peckham, 1901) — Brasile, Argentina
37. Metaphidippus ovatus F. O. P.-Cambridge, 1901 — Guatemala
38. Metaphidippus pallens F. O. P.-Cambridge, 1901 — dal Guatemala alla Costa Rica
39. Metaphidippus perfectus (Peckham & Peckham, 1901) — Brasile
40. Metaphidippus pernotus (Petrunkevitch, 1911) — Guatemala
41. Metaphidippus perscitus Chickering, 1946 — Panama
42. Metaphidippus pluripunctatus Mello-Leitão, 1944 — Argentina
43. Metaphidippus quadrinotatus F. O. P.-Cambridge, 1901 — Costa Rica, Panama
44. Metaphidippus smithi (Peckham & Peckham, 1901) — Brasile
45. Metaphidippus texanus (Banks, 1904) — USA
46. Metaphidippus tropicus (Peckham & Peckham, 1901) — Brasile, Argentina